# Синхронизатор (авиация)

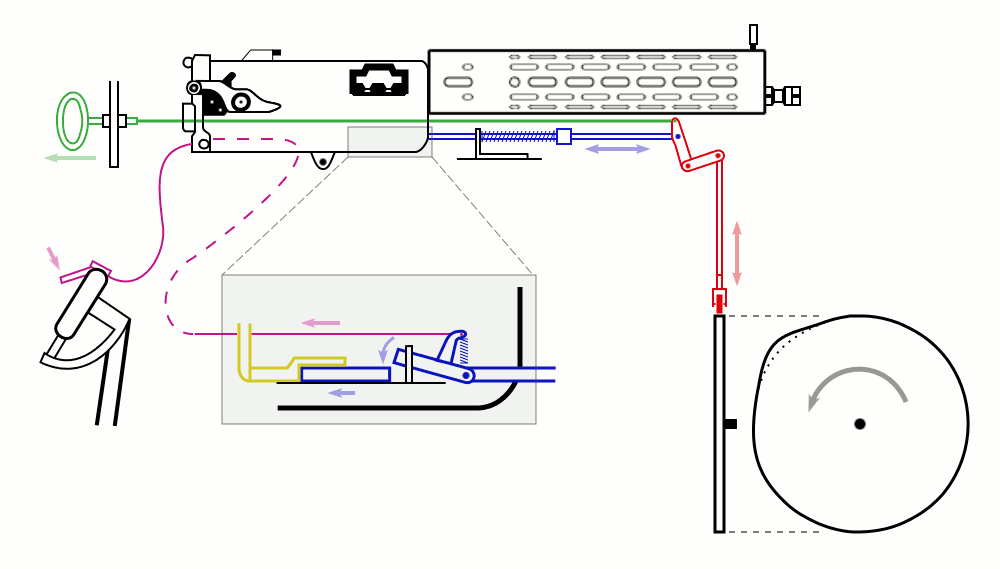
Схема синхронизатора Фоккера

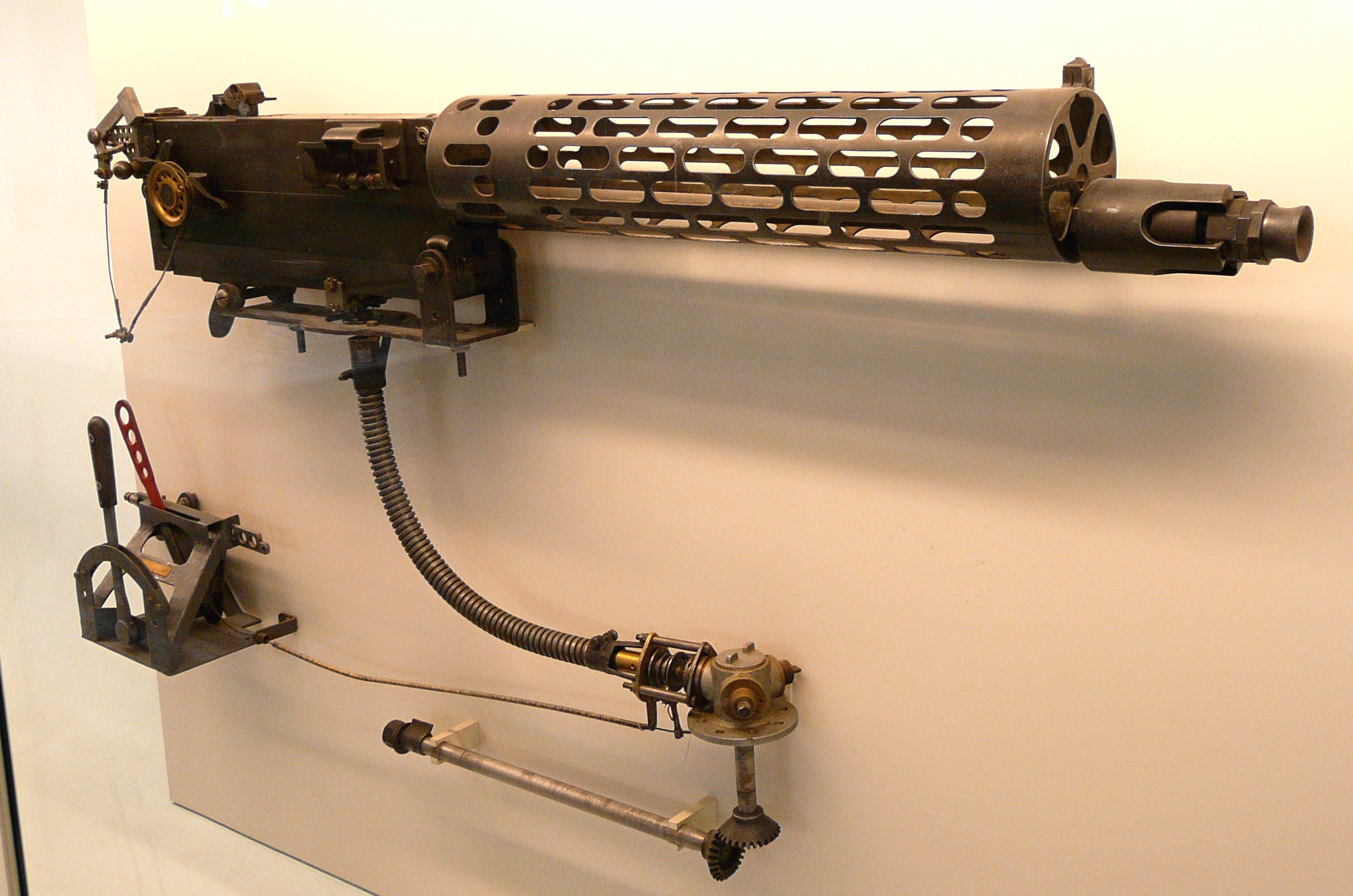
Его же фотография

Синхрониза́тор — устройство, позволяющее вести огонь через область, ометаемую воздушным винтом самолета, без опасности его повреждения пулями или снарядами.

## История
Предшественниками синхронизатора принято считать 2 независимо разработанные около 1914 года конструкции — швейцарская Франца Шнайдера (нем. Franz Schneider), и французская — Солнье.
Вариант Солнье, установленный на самолете Morane Saulnier type L, был доработан Роланом Гарросом с помощью дефлектора в феврале 1915 года.

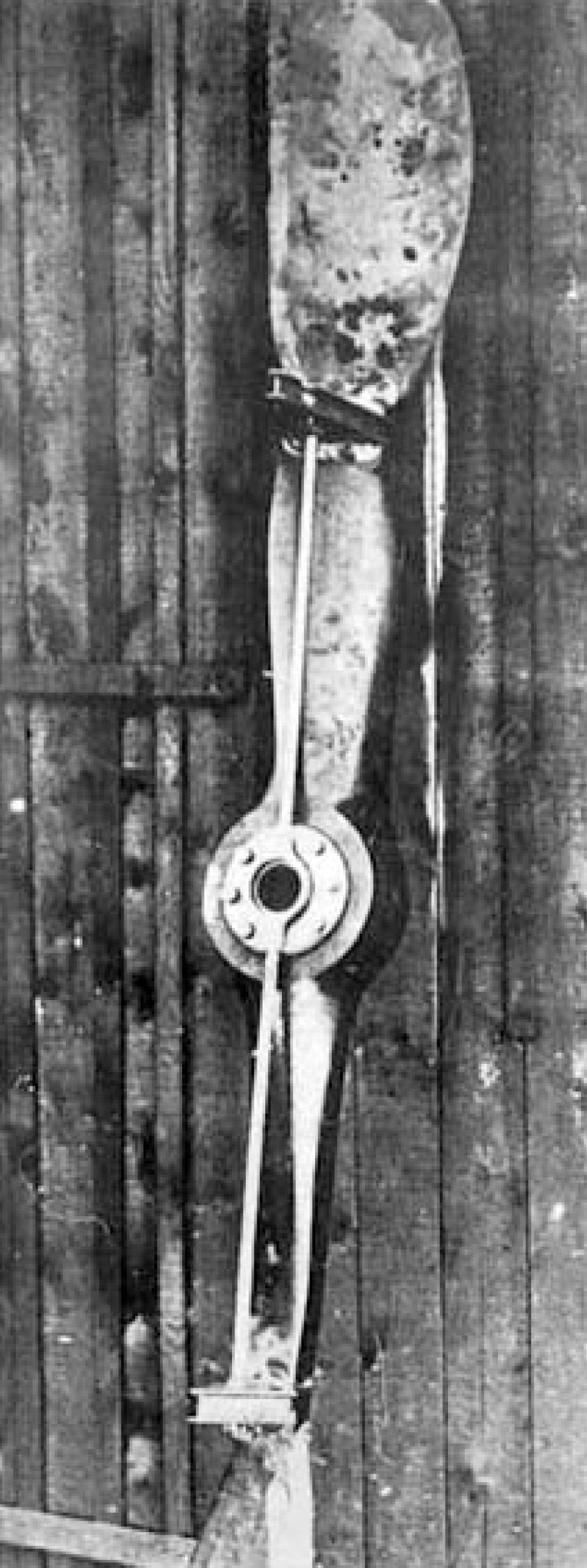
Отсекатель Гарроса

После того, как Гаррос был сбит и его самолет захвачен в плен и изучен немецкими конструкторами, А. Фоккер представил первый вариант полноценного синхронизатора на истребителе Fokker E.I. Он дал существенное преимущество германской авиации в воздухе, которое держалось до весны 1916 года, пока новшество не было скопировано противниками. В дальнейшем широко применялся всеми воюющими сторонами в обеих мировых войнах и вооружённых конфликтах между ними. С появлением реактивной авиации синхронизаторы утратили актуальность.